# Al-Shabab Bagdad
Al-Shabab SC es un equipo de fútbol de Irak que milita en la División 1 de Irak, la tercera liga en importancia en el país.

## Historia
Fue fundado en el año 1951 en la capital Bagdad y no juegan en la Primera División de Irak desde la temporada 1991/92, justo antes de que iniciara la Guerra del Golfo, aunque no se sabe si es por esta razón por la que ya no juegan en la máxima categoría. Nunca han sido campeones de la Primera División de Irak.
Tampoco han sido campeones de copa, a pesar de haber llegado a la final en 3 ocasiones, todas en lla década de los años 1980s.
A nivel internacional han participado en la Liga de Campeones Árabe 1988, en la cual se ubicaron en la tercera posición del torneo luego de vencer al Fanja SC de Omán.

## Palmarés
- Copa de Irak: 0
  - Finalista: 3

1983, 1984, 1990

## Participación en competiciones de la UAFA
- Liga de Campeones Árabe: 1 aparición

1988 - Tercer lugar

## Jugadores destacados
- Falah Hassan
- Basil Gorgis
- Shaker Mahmoud
- Ismail Mohammed
- Ghanim Oraibi